# 柯氏素菌瓢蟲
柯氏素菌瓢蟲（学名：Illeis koebelei）为瓢蟲科素菌瓢蟲屬下的一个种。
生活於平地至低海拔山區普遍種，屬於食菌性瓢蟲，以白粉菌等維生，棲息在草叢、樹叢間，活動時間大部分為白天，是晝行性昆蟲，常躲在葉背下，附近必有白色的菌斑，黃瓢蟲以此菌斑為食，並就地繁殖下一代。 前胸背板後緣有2枚黑斑，翅鞘黃色。 頭部白色，複眼黑色，前胸背板白色，上有2枚黑色大斑。